# Zagreb Ladies Open
Lo Zagreb Ladies Open è un torneo professionistico di tennis giocato su campi in terra rossa. Fa parte dell'ITF Women's Circuit. Si gioca annualmente a Zagabria in Croazia.

## Albo d'oro

### Singolare
| Anno       | Categoria     | Campionessa        | Finalista             | Punteggio           |
| ---------- | ------------- | ------------------ | --------------------- | ------------------- |
| 2005       | ITF $75,000   | Zuzana Ondrášková  | Cvetana Pironkova     | 4–6, 6–4, 6–3       |
| 2006       | ITF $50,000   | Kira Nagy (1)      | Tathiana Garbin       | 7–6(5), 3–6, 7–6(1) |
| 2007       | ITF $50,000   | Kira Nagy (2)      | Ivana Lisjak          | 2–6, 7–6(3), 6–2    |
| 2008       | ITF $75,000   | Petra Martić       | Yvonne Meusburger     | 6–2, 2–6, 6–2       |
| 2009       | ITF $75,000   | Sandra Záhlavová   | Anastasija Sevastova  | 6–1, 7–6(4)         |
| 2010       | ITF $25,000   | Renata Voráčová    | Magda Linette         | 6–1, 4–6, 6–4       |
| 2011       | ITF $50,000   | Dia Evtimova       | Anastasija Pivovarova | 6–2, 6–2            |
| 2012- 2017 | Non disputato | Non disputato      | Non disputato         | Non disputato       |
| 2018       | ITF $60,000   | Tereza Mrdeža      | Paula Ormaechea       | 2–6, 6–4, 7–5       |
| 2019       | ITF $60,000   | Maryna Černjšova   | Réka Luca Jani        | 6–1, 6–4            |
| 2020       | ITF $25,000   | Ana Konjuh         | Tereza Mrdeža         | 6–4, 6–2            |
| 2021       | ITF $60,000   | Anhelina Kalinina  | Kamilla Rachimova     | 6–1, 6–3            |
| 2022       | ITF $60,000   | Jule Niemeier      | Réka Luca Jani        | 6–2, 6–2            |
| 2023       | ITF $60,000   | Jaqueline Cristian | Ella Seidel           | 6–1, 3–6, 7–6(0)    |
| 2024       | ITF $60,000   | Tara Würth         | Lola Radivojević      | 7-5, 6-3            |
| 2025       | ITF $60,000   | Dominika Šalková   | Tara Würth            | 2-6, 6-3, 6-3       |

### Doppio
| Anno       | Categoria     | Campionesse                                 | Finaliste                                    | Punteggio           |
| ---------- | ------------- | ------------------------------------------- | -------------------------------------------- | ------------------- |
| 2005       | ITF $75,000   | Lucie Hradecká Vladimíra Uhlířová           | Daniela Klemenschits Sandra Klemenschits     | 6–2, 6–2            |
| 2006       | ITF $50,000   | Michaela Paštiková Hana Šromová             | Olga Blahotová Lucie Hradecká                | 4–6, 6–1, 6–2       |
| 2007       | ITF $50,000   | Karolina Jovanović Anastasija Poltorackaja  | Danica Krstajić Teodora Mirčić               | 0–6, 6–4, 6–1       |
| 2008       | ITF $75,000   | Maret Ani Jelena Kostanić Tošić             | Julija Bejhel'zymer Stefanie Vögele          | 6–4, 6–2            |
| 2009       | ITF $75,000   | Darija Jurak Renata Voráčová                | Elena Čalova Anastasija Poltorackaja         | 6–2, 7–5            |
| 2010       | ITF $25,000   | Mailen Auroux Nataša Zorić                  | Ani Mijačika Ana Vrljić                      | 7–5, 5–7, [14–12]   |
| 2011       | ITF $50,000   | Maria João Koehler Katalin Marosi           | Maria Abramović Mihaela Buzărnescu           | 6–0, 6–3            |
| 2012- 2017 | Non disputato | Non disputato                               | Non disputato                                | Non disputato       |
| 2018       | ITF $60,000   | Andrea Gámiz Aymet Uzcátegui                | Elena Bogdan Alexandra Cadanțu               | 6–3, 6–4            |
| 2019       | ITF $60,000   | Anna Bondár Paula Ormaechea                 | Amandine Hesse Daniela Seguel                | 7–5, 7–5            |
| 2020       | ITF $25,000   | Silvia Njirić Dejana Radanović              | Valentini Grammatikopoulou Ana Sofía Sánchez | 4–6, 7–5, [10–8]    |
| 2021       | ITF $60,000   | Barbara Haas Katarzyna Kawa                 | Andreea Prisăcariu Nika Radišić              | 7–6(1), 5–7, [10–6] |
| 2022       | ITF $60,000   | Anastasia Dețiuc Katarina Zavac'ka          | Lina Ǵorčeska Irina Chromačëva               | 6–4, 6(5)–7, [11–9] |
| 2023       | ITF $60,000   | Valentini Grammatikopoulou Dalila Jakupović | Carole Monnet Antonia Ružić                  | 6–2, 7–5            |
| 2024       | ITF $60,000   | Céline Naef Laura Pigossi                   | Emily Appleton Prarthana Thombare            | 4-6, 6-1, [10-8]    |
| 2025       | ITF $60,000   | Feng Shuo Aoi Itō                           | Arina Bulatova Martha Matoula                | 7-5, 6-3            |